# Samalas

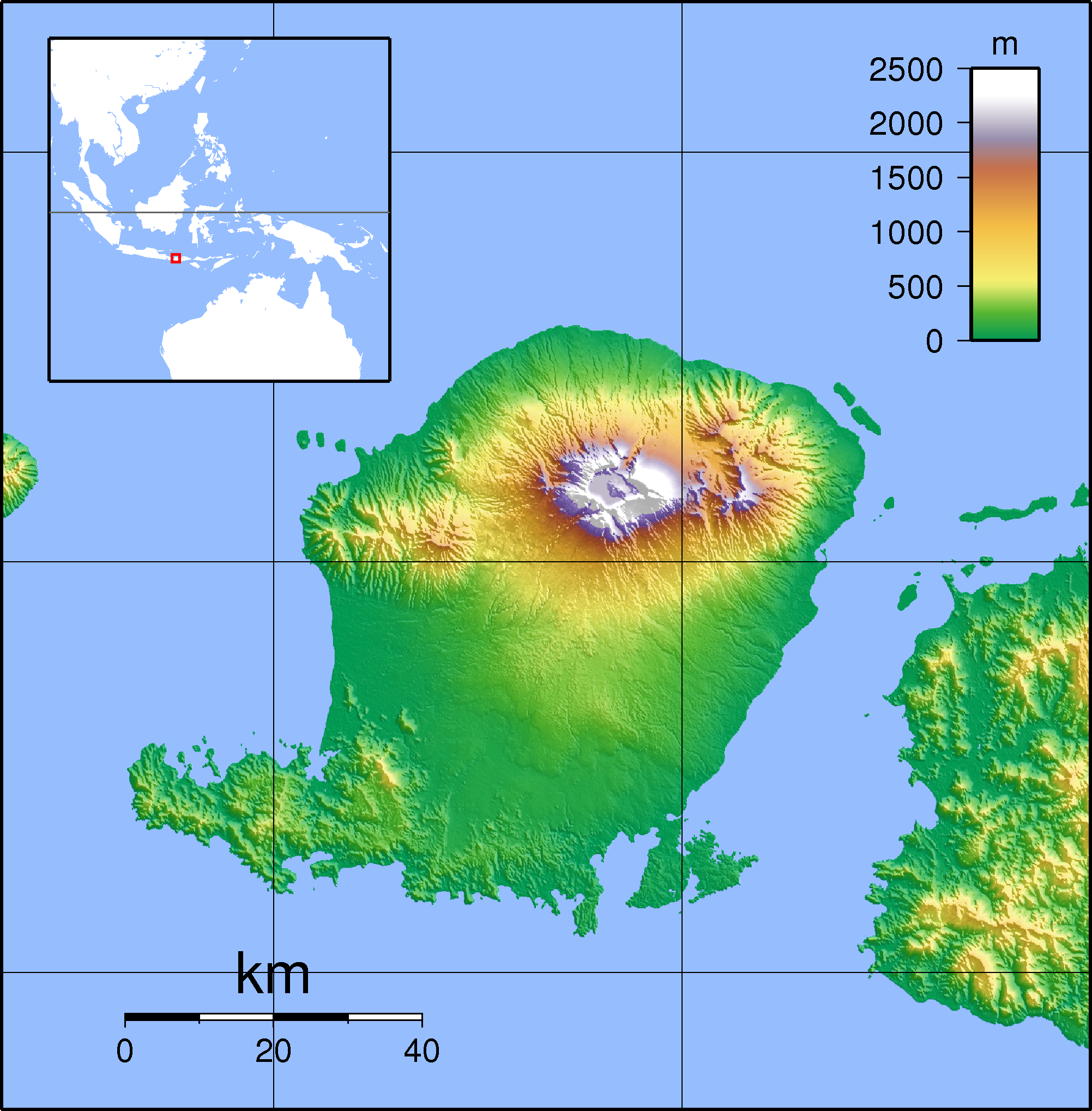
Wyspa Lombok z widocznym w jej północnej części kompleksem wulkanicznym

Samalas − dawny superwulkan w Indonezji, na wyspie Lombok, będący częścią kompleksu wulkanicznego noszącego obecnie nazwę Rinjani. Według szacunków wznosił się na około 4200 m n.p.m.
Erupcja Samalasa w 1257 roku była jedną z najsilniejszych erupcji wulkanicznych w holocenie − wulkan wyemitował wówczas 35 do 40 km³ materiału. W wyniku erupcji Samalas zapadł się, tworząc kalderę o wymiarach 6 × 8,5 km. Bliźniaczy wulkan Rinjani, przylegający do Samalasa od strony wschodniej przetrwał katastrofę, choć jego zachodnie zbocza również się zapadły.
Erupcja była na tyle silna, że wpłynęła przejściowo na światową pogodę. Skutkiem erupcji było obniżenie się temperatury i intensywne deszcze m.in. w Europie. Obfite opady z lata 1258 roku przyczyniły się w Europie do niskich plonów, które sprowadziły głód.
Erupcja Samalasa należała do serii eksplozji, których skutkiem było rozpoczęcie tzw. małej epoki lodowcowej. Możliwe też, że erupcja ta była pierwszą w tej serii. Przeprowadzone na początku XXI wieku badania rdzeni lodowych oraz drzew rosnących w pobliżu Samalasa, a także lektura spisanej na palmowych liściach Babad Lombok, pozwoliły jednoznacznie powiązać ten wulkan z anomaliami pogodowymi w Europie z 1258 roku.

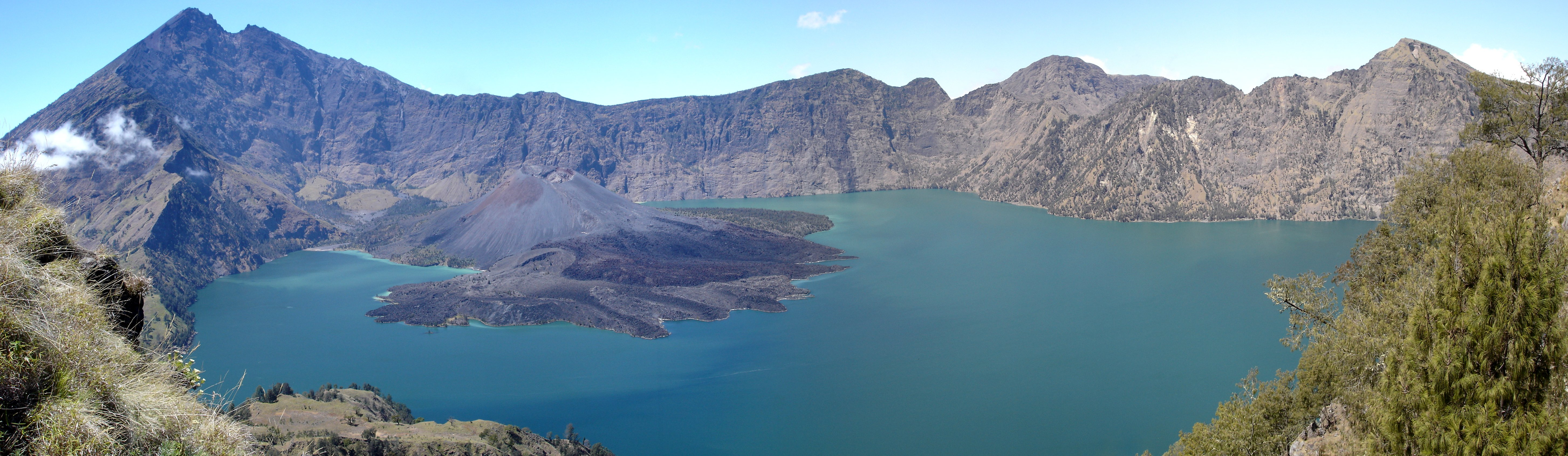
Pozostałość po Samalasie – kaldera z jeziorem Segara Anak, wysoki szczyt po lewej to wulkan Rinjani, wewnątrz kaldery widoczny stożek wulkaniczny Barujari

Po kilkuset latach na dnie kaldery utworzyło się jezioro nazwane Segara Anak. Ma ono obecnie 230 m głębokości, a lustro wody znajduje się na wysokości 2008 m n.p.m. We wschodniej części kaldery powstał stożek wulkaniczny Barujari, którego erupcje notowane są od 1846 roku.